# Кировский район (Кировская область)
Кировский район — административно-территориальная единица в составе Кировского края и Кировской области РСФСР, существовавшая в 1934—1958 годах. Административный центр — Киров.

## История
Район образован в 1929 году под названием Вятский из Вятской, части Загарской и Якимовагинской волостей Вятского уезда. 7 декабря 1934 года, в связи с переименованием города Вятки в Киров и образованием Кировского края, Вятский район Горьковского края был переименован в Кировский район в составе Кировского края (с 1936 — Кировской области).
В годы Великой Отечественной войны партийные и советские организации Кировского района находились в селе Пасегово. В 1941 году район разукрупнен в связи с созданием Медянского района.
С 30 сентября 1958 года центр Кировского района был перенесён из города Кирова в город Нововятск, район переименован в Нововятский.

## Административное деление
В 1950 году в состав района входило 26 сельсоветов и 670 населённых пункта:
| № п/п | Сельсовет       | Кол-во НП | Население |
| ----- | --------------- | --------- | --------- |
| 1     | Бахтинский      | 16        | 193       |
| 2     | Башаровский     | 14        | 1273      |
| 3     | Блиновский      | 27        | 1431      |
| 4     | Вязовский       | 24        | 1514      |
| 5     | Губинский       | 24        | 3278      |
| 6     | Коминтерновский | 10        | 572       |
| 7     | Красногорский   | 29        | 3109      |
| 8     | Кстининский     | 43        | 2770      |
| 9     | Лубягинский     | 27        | 1394      |
| 10    | Макарьевский    | 21        | 3040      |
| 11    | Нелюбинский     | 13        | 833       |
| 12    | Никулицкий      | 31        | 2921      |
| 13    | Пасеговский     | 46        | 2159      |
| 14    | Поздинский      | 28        | 1796      |
| 15    | Сапожнятский    | 28        | 1638      |
| 16    | Серовский       | 33        | 1948      |
| 17    | Трехреченский   | 29        | 1735      |
| 18    | Тырышкинский    | 17        | 1385      |
| 19    | Филимоновский   | 14        | 1067      |
| 20    | Хлыновский      | 31        | 2794      |
| 21    | Цепелевский     | 24        | 1425      |
| 22    | Чайкинский      | 28        | 936       |
| 23    | Шалаевский      | 42        | 2388      |
| 24    | Шепелевский     | 23        | 1350      |
| 25    | Щербининский    | 30        | 3834      |
| 26    | Ямновский       | 18        | 1123      |